# Памятник чехословацким легионерам (Челябинск)
Па́мятник чехословацким легионерам, павшим во время Гражданской войны в России в период с 1918 по 1919 годы в Челябинске, установлен в Советском районе города Челябинска на Привокзальной площади. Памятник представляет собой мемориальный комплекс, напоминающий военный эшелон с вагонами. Состоит из центральной плиты и примыкающих к ней блоков, на которых выгравированы фамилии 262 чехословацких легионеров, убитых в Челябинске или в окрестностях города. Мемориал выполнен из чёрного и красного гранита.

## История
14 мая 1918 года на станции Челябинск произошёл мятеж легионеров чехословацкого корпуса, двигавшегося на восток Российской империи в Владивосток, для того чтобы оттуда через Тихий океан отправиться в Европу. Чехословацкие военнослужащие разоружили местный отряд Красной гвардии и захватили 2800 винтовок и артиллерийскую батарею из оружейного арсенала города. Объединившись с силами адмирала Колчака, легионеры захватили власть в городе и окрестностях, тем самым вступив в Гражданскую войну в России. В результате действий большевистского подполья и боёв в окрестностях Челябинска было убито более двухсот солдат чехословацкого корпуса. Похоронены были в Казанско-Богородицком кладбище города (кладбище позже ликвидировано и застроено). В сентябре 1918 года на территории кладбища (в районе современного кинотеатра имени А. С. Пушкина) была открыта памятная плита погибшим чехословацким солдатам. Но после отступления армии Колчака в 1919 году большевиками памятник был разрушен. Восстановление памятника приурочили к 93 годовщине образовании Чехословакии. Памятник был открыт в торжественной атмосфере 20 октября 2011 года. Новый памятник напоминает очертания первого памятника чешским легионерам.

## Факты
- На открытие памятника прибыл чрезвычайный и полномочный посол Чехии в России П. Коларж, генеральный консул Чешской Республики в Екатеринбурге М. Рамеш, представители министерства обороны Чехии, а также представители некоммерческих организаций Чехии и Словакии.
- Открытие мемориала чехословацким легионерам вызвало неоднозначную негативную реакцию горожан[6].
- Памятник чехословацким легионерам был изготовлен за счёт средств Чехии[7].